# Villa Allegonda

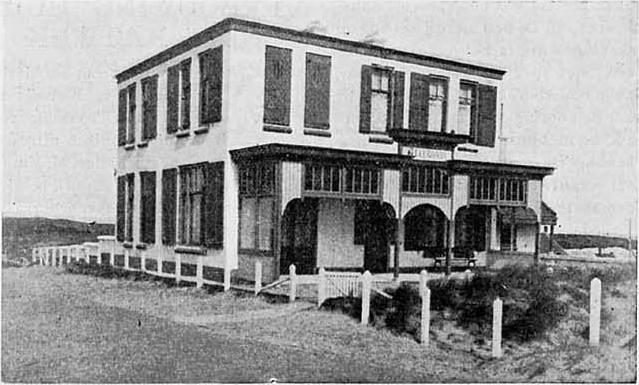
Villa Sigrid.

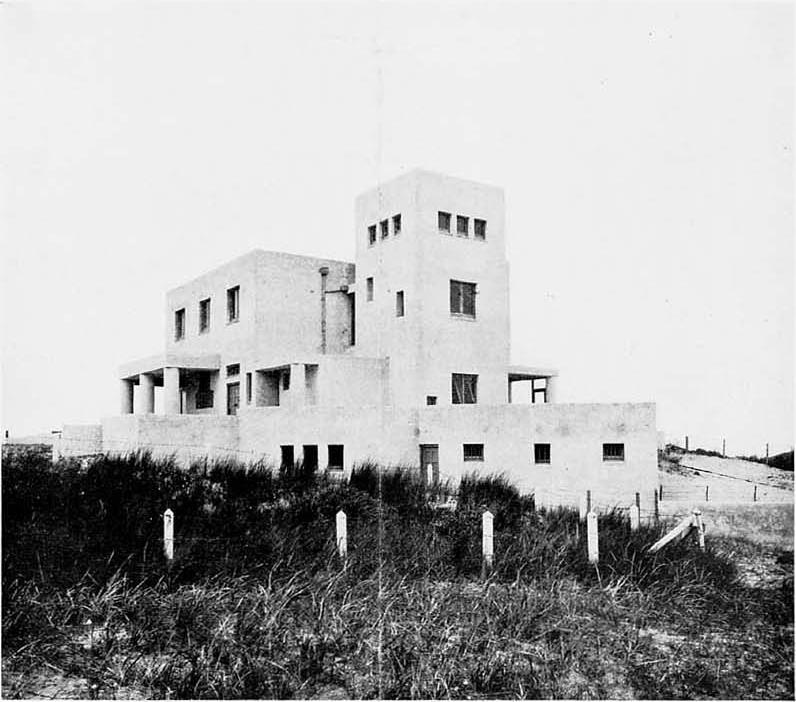
Villa Allegonda, 1918

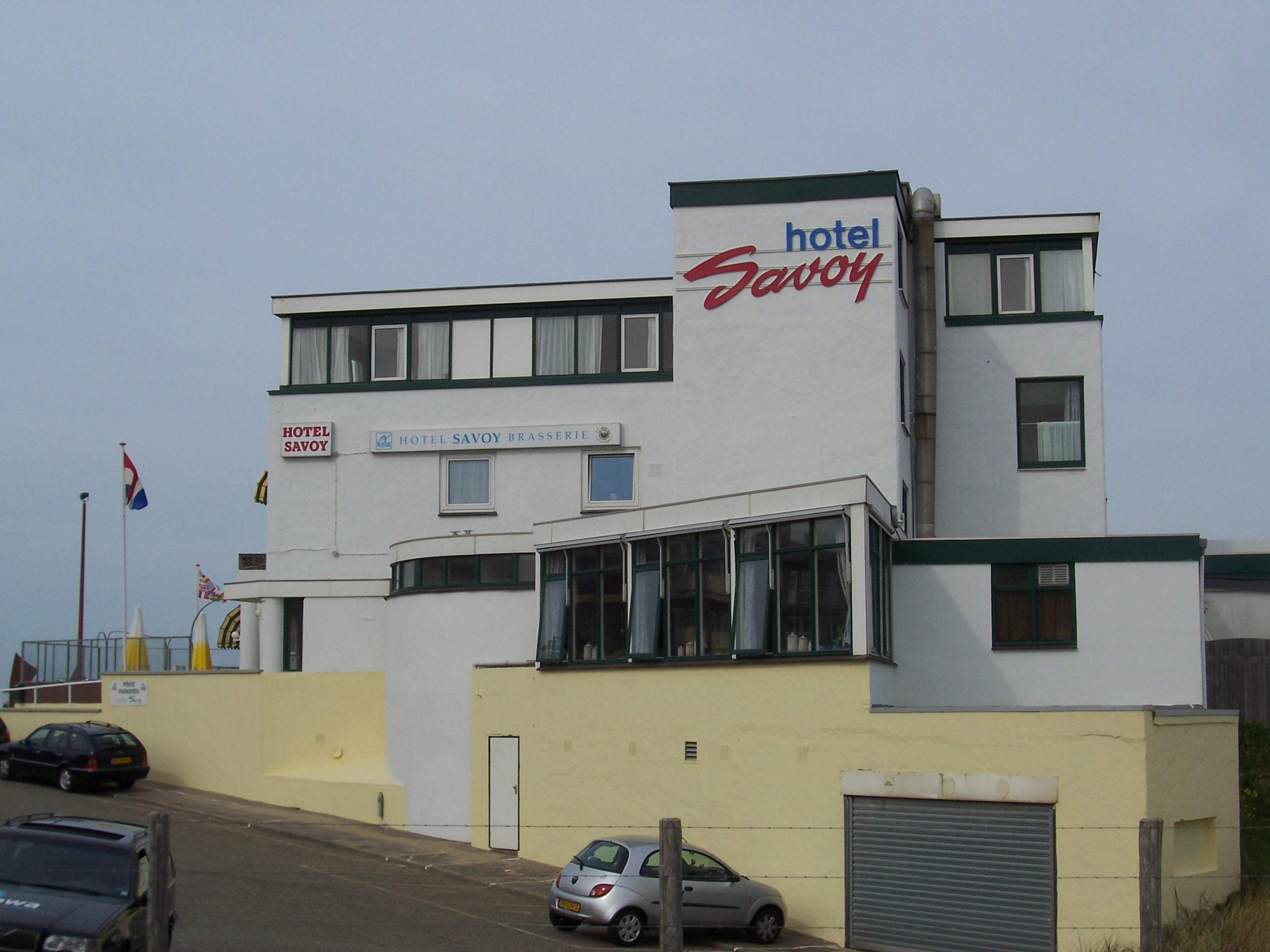
Hotel Savoy, 21 september 2009

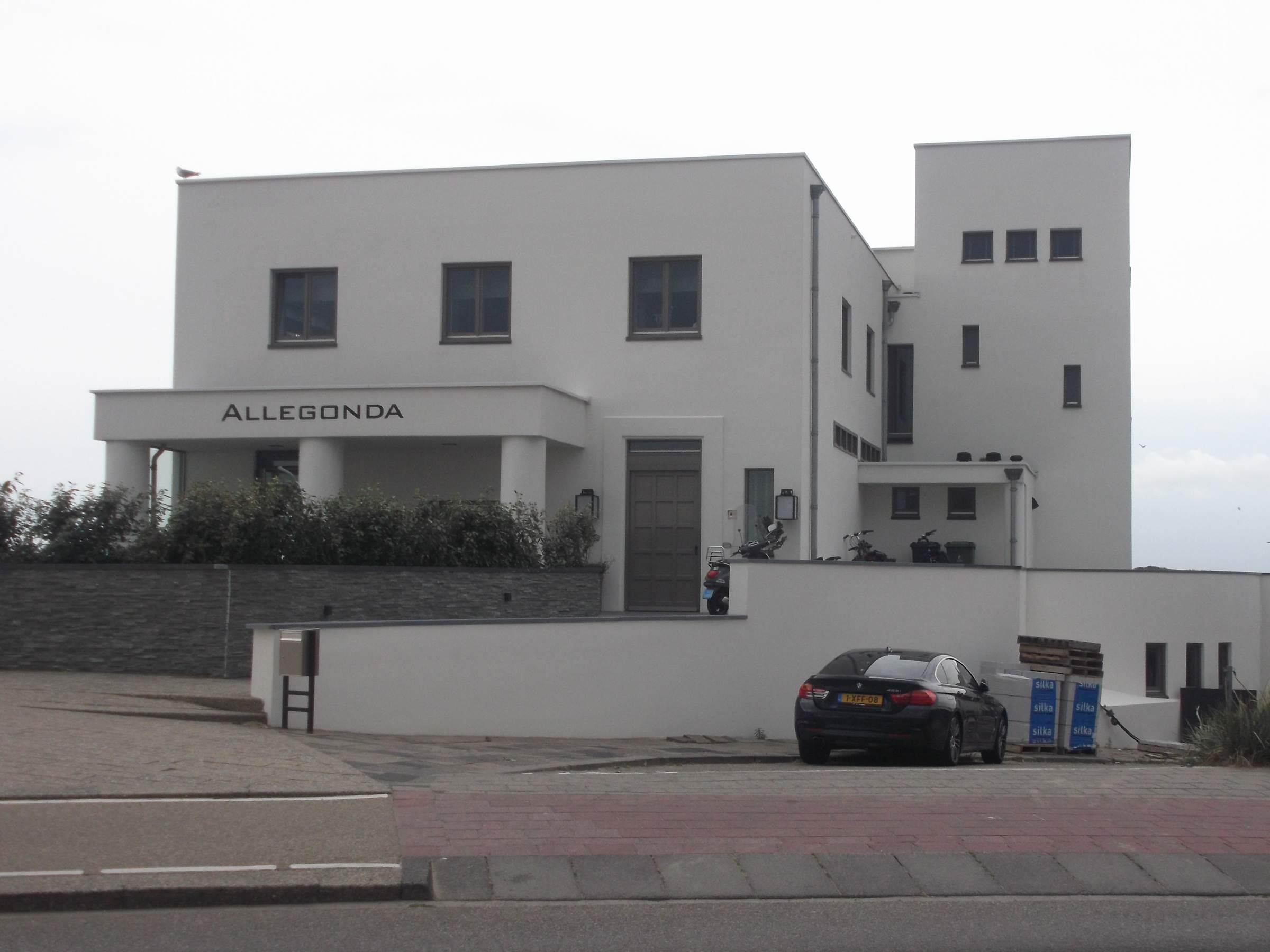
Tijdens de restauratie in juni 2017

Villa Allegonda is een villa in het noordwesten van Katwijk aan Zee, in de Nederlandse provincie Zuid-Holland. In 1957 werd het verbouwd tot Hotel Savoy. In september 2015 verkocht Martin Kornet het hotel, na 45 jaar. Villa Allegonda neemt een belangrijke plaats in in de geschiedenis van de moderne architectuur. De nieuwe eigenaar wil Villa Allegonda weer in originele staat terugbrengen. In de zomer van 2016 werd het gebouw grondig onder handen genomen en begin 2018 is de villa voor het grootste deel weer in originele staat.

## Geschiedenis
De villa werd in 1901 gebouwd naar een ontwerp van de Leidse architect H.J. Jesse en is gebouwd door de Katwijkse aannemer De Best die de eigenaar was. Het ondertekende ontwerp is met de bouwaanvraag te vinden in het archief van de gemeente Katwijk. De Best verhuurde het huis aan de kunstschilder Gerhard 'Morgenstjerne' Munthe, die het pand vernoemde naar zijn dochtertje Sigrid. In 1909 vertrokken de Munthes en werd het pand gekocht door de Rotterdamse theehandelaar Josse Emile René Trousselot (1850-1923), die in 1916 besloot deze villa een ander aanzicht te geven. Voor deze verbouwing vroeg hij zijn buurman, de kunstschilder Menso Kamerlingh Onnes, wiens villa hij zeer bewonderde, om advies. Kamerlingh Onnes maakte een aantal schetsen, geïnspireerd op Noord-Afrikaanse architectuur die hij op zijn reizen daar had leren kennen. Omdat hij geen architect was, schakelde hij de hulp in van een vriend van zijn zoon Harm Kamerlingh Onnes. De later internationaal vermaarde Leidse architect J.J.P. Oud. Oud had in die tijd ook veel contact met Theo van Doesburg, een kunstenaar die net als Oud zocht naar vernieuwing. Uit hun contacten kwam het tijdschrift De Stijl voort waarvan Van Doesburg de drijvende kracht werd. Vernieuwende kunstenaars uit heel Europa werden door Van Doesburg uitgenodigd hun kunst en ideeën in het blad te publiceren. De ideeën van Menso Kamerlingh Onnes en van Oud vonden elkaar in een ontwerp waarin een samenspel van kubusvormige elementen in verschillende hoogtes een geheel vormde. Door middel van loggia’s werd buiten en binnen met elkaar verbonden. Menso en Harm Kamerlingh Onnes ontwierpen de eetkamer, bekend als de Moorse of Byzantijnse kamer. Het tegelwerk werd uitgevoerd door de keramist Willem Coenraad Brouwer. Deze zorgde ook voor de terracotta naamplaat bij de voordeur, een ontwerp van Harm Kamerlingh Onnes. Op voordracht van Oud ontwierp zijn vriend Theo van Doesburg een glas-in-loodraam, getiteld Glas-in-loodcompositie II, uitgevoerd door vennootschap Crabeth in Den Haag. Dit raam werd geplaatst op de overgang van het oude gedeelte naar de nieuwe toren. Volgens Van Doesburg bevond zich in de villa een tweede glas-in-loodraam, dat door hem ontworpen was, Glas-in-loodcompositie V, maar hiervoor bestaat geen bevestiging. Er is wel een afbeelding van bewaard, samen met de compositie II en een foto van de villa. In 1918 publiceerde Oud een artikel over de glas-in-loodramen van Theo van Doesburg, dat echter grotendeels door Van Doesburg geschreven zou zijn. Na de verbouwing doopte Trousselot zijn villa om tot Villa Allegonda , de naam van zijn vrouw. Allegonda C.J.M. Trousselot-Martens (1855-1938). Na het overlijden van Trousselot volgden een aantal verbouwingen in opdracht van zijn zoon René. In 1927 werd de villa geschikt gemaakt voor permanente bewoning en door René betrokken. Oud ontwierp toen ook meubilair, waaronder buismeubelen. In 1931 werd het pand naar het zuiden toe vergroot, er kwam een biljartkamer bij. In 1936 vond de laatste verbouwing onder leiding van Oud plaats, waarbij er een kelder en garage werden toegevoegd.
René Trousselot stierf in 1956 kinderloos en had de villa vermaakt aan de Paters Jezuïeten, die het in 1957 verkochten aan de horecaondernemer B.L. Schalks. Schalks gaf omstreeks dat jaar de architect Albert Aalbers opdracht de villa tot hotel-restaurant te verbouwen. Deze verbouwing was niet onomstreden. Oud, die toen nog in leven was, bood aan kosteloos advies te geven. Toen hij genegeerd werd reageerde hij met een artikel in De Groene Amsterdammer met de veelzeggende titel ‘Is architectuur vogelvrij?’ Aalbers verbouwing ging echter gewoon door en bestond onder meer uit een aanbouw en een extra verdieping. Sindsdien werd de villa Hotel Savoy genoemd. Het evenwicht was door deze verbouwing verstoord geraakt.

## Betekenis

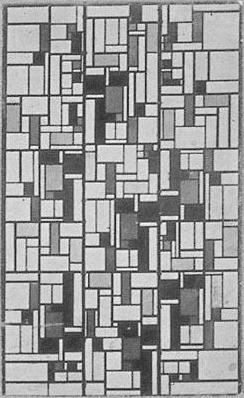
Theo van Doesburg. Glas-in-loodcompositie V. 1918.

Kamerlingh Onnes nam als uitgangspunt de Noord-Afrikaanse woestijnwoning, wat tot uitdrukking komt in de platte daken en diverse vierkante elementen. Oud stelde hier zijn ideeën tegenover, en, zo schreef hij in een verslag in Bouwkundig Weekblad, 'Het geheel past wonder wel in de omgeving en vooral de afdekking met platte daken is aan zee gelukkig'. Vanwege de betrokkenheid van De Stijl-voorman Theo van Doesburg en het feit dat ook Oud destijds intensief betrokken was bij De Stijl, wordt Villa Allegonda, naast Robert van 't Hoffs Villa Henny en Jan Wils' Hotel de Dubbele Sleutel, gezien als vroeg voorbeeld van De Stijl-architectuur. Vijf jaar na de voltooiing, distantieerde Van Doesburg zich echter van de villa, door te schrijven, dat Kamerlingh Onnes 'niet een "kubistisch" effect maar een "romantisch" effect wilde [...] bereiken', hierbij doelend op de Noord-Afrikaanse herkomst van het ontwerp. Hierbij dient echter te worden opgemerkt dat Van Doesburg en Oud op dat moment ruzie hadden en Van Doesburg vond dat Oud te zeer pronkte met de veren van De Stijl. Een aantal jaren later herzag Oud zijn uitspraken en voerde hij verbouwingen uit.
Villa Allegonda is tevens een voorbeeld van bijna naadloze samenwerking tussen verschillende kunstenaars, een belangrijk ideaal binnen De Stijl en voorwaarde om tot 'monumentale' kunst te komen. Bovendien diende hij, en dit moest Van Doesburg ook toegeven, als voorbeeld 'voornamelijk voor de jonge Duitsche architecten, wien de Hollandsche architectuur richting geeft'.
Het pand is inmiddels een gemeentelijk monument. In 2000 werd het Comité Allegonda opgericht dat zich ten doel stelt het gebouw in de versie van 1936 terug te brengen, waarmee de nieuwe eigenaar (sinds september 2015) bezig is. In juli 2017 was een groot deel van het pand gereed en waren er vooral nog werkzaamheden aan de zij- en achterkant van het pand. In het najaar van 2017 werd begonnen met werkzaamheden naast het pand; er zijn appartementen gebouwd, die medio 2018 werden opgeleverd.

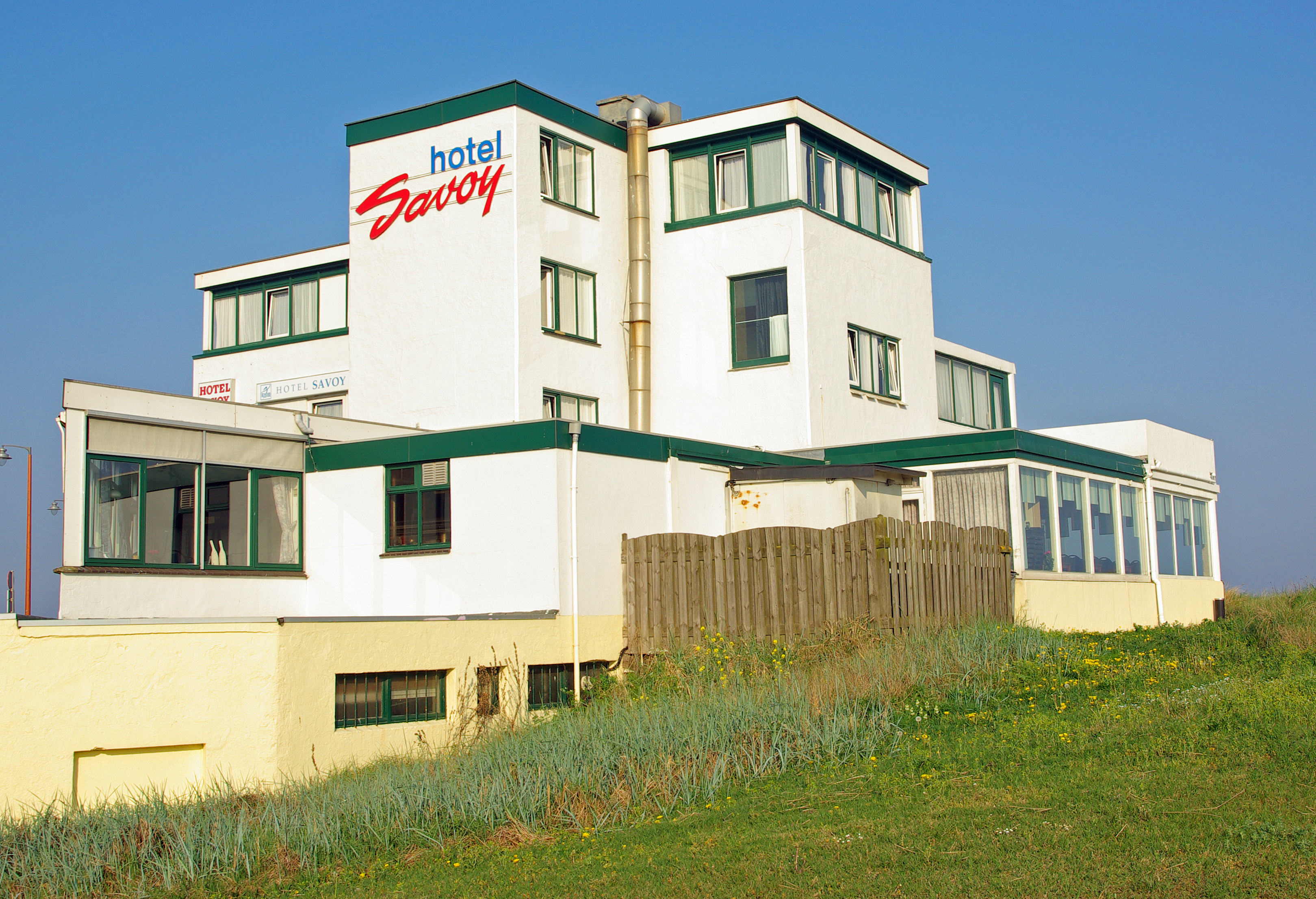
Villa Allegonda als Hotel Savoy (2015)
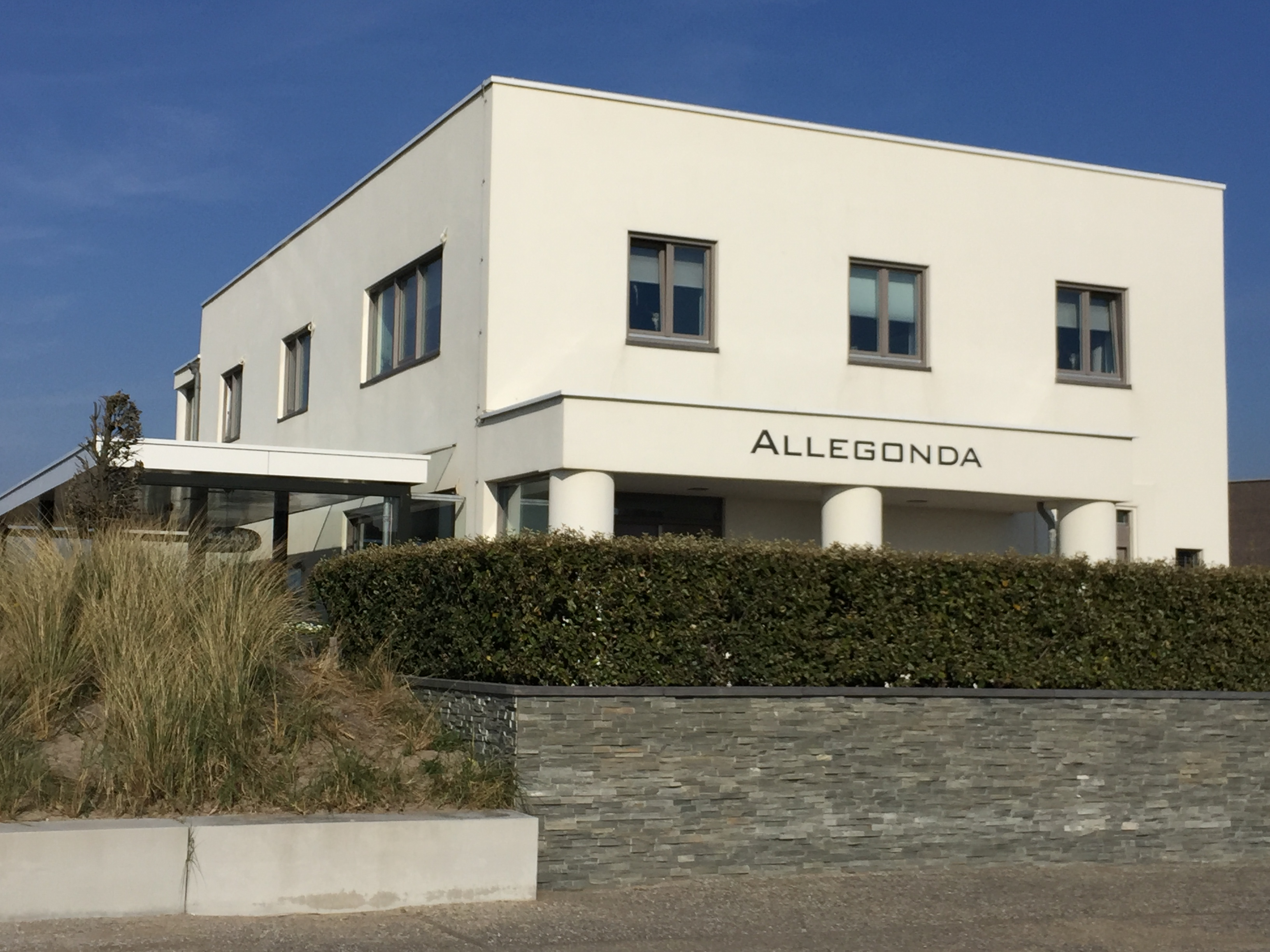
Villa Allegonda (2020)